# 克雷吉站
克雷吉站（英語：Craigie railway station）是一個位於蘇格蘭鄧迪的鐵路站，在1838至1839年間提供服務。

## 歷史
車站在1838年由丹地和阿布羅斯鐵路啟用，是該鐵路線啟用時的南方終點站。一年後車站後來被魯德亞德斯站取代而關站。
| 前一站       | 路線               | 下一站 |
| ------------ | ------------------ | ------ |
| 布勞蒂費里站 | 丹地和阿布羅斯鐵路 | 終點站 |